# 팔정도 (물리학)

중입자 십중항

중입자 팔중항

입자물리학에서 팔정도(八正道, 영어: Eightfold Way)는 강입자를 팔중항과 십중항 등으로 나열하는 방법이다.
중간자와 스핀 ½의 중입자는 팔중항으로 나타내어지고, 스핀 1½의 중입자는 십중항으로 나타내어진다. 중입자 십중항 가운데 하나 (오메가 중입자)는 팔정도가 발표될 당시에 발견되지 않았는데, 이는 1964년에 발견되었다. 이 공로로 머리 겔만은 1969년에 노벨 물리학상을 수상하였다.
팔정도는 쿼크의 맛깔 대칭에 의하여 나타난다. 처음 세 쿼크 (위 쿼크, 아래 쿼크, 기묘 쿼크)는 가벼워서, 대략적인 SU(3) 맛깔 대칭을 가진다. 강입자는 SU(3)의 팔중항 및 십중항 표현이다.

## 역사와 어원
미국의 머리 겔만과 이스라엘의 유발 네에만(히브리어: יובל נאמן) 이 1961년 경에 도입하였다. 어원은 불교의 팔정도를 딴 것이다.